# 김진규 (1985년)
김진규(한국 한자: 金珍圭, 1985년 2월 16일 ~ )는 대한민국의 전 축구 선수이다.

## 개요
경상북도 영덕군 영덕읍 출생으로 영덕초등학교, 강구중학교, 안동고등학교를 졸업하였다. 카리스마가 있는데다 투지가 넘치고 저돌적인 면모로 인하여 '싸움닭'이라는 별명을 얻었으며, 수비수임에도 적지 않게 득점을 기록하며 '수트라이커'라는 별명을 얻었다.

## 클럽 경력
2003년 전남 드래곤즈에서 데뷔하여, 2005년 J리그의 주빌로 이와타로 옮겨 활약하였다. 2006년 FIFA 월드컵 이후 박주영과 함께 이탈리아 세리에 A의 토리노 FC의 영입 명단에 오르기도 하였지만, 2007년 친정 팀 전남 드래곤즈로 복귀하였다. 그 해 곽태휘와의 맞트레이드로 FC 서울로 옮겨, 2008년 K리그 준우승에 공헌하였다. 2010 시즌 FC 서울의 주전 수비수로 활약하며 팀의 리그 우승에 일조하였다.
그 후 FA 자격으로 2012년 다롄 스더에 이적하였지만 반 시즌만에 상호 계약해지를 하였고 2011년 7월 반포레 고후로 팀을 옮겼으나 컨디션 회복에 실패하여 4경기 출전에 그쳤다.
2012 시즌을 앞두고 FC 서울에 복귀하였으며, 중앙 수비수로 37경기에 출장하여 4골 1도움을 기록하는 등 FC 서울의 우승에 큰 기여를 하였다. 2012 시즌 종료 후 상주 상무에 입대하려 했으나 고질적인 무릎 부상으로 결국 군면제되었다.
2014년 1월, FC 서울의 2014 시즌 새로운 주장으로 선임되었다.
2015 시즌이 끝나고 자유계약이 된 김진규는 2016년 타이 프리미어리그의 명문 무앙통 유나이티드에 입단 후 임대형식으로 파타야 유나이티드로 입단하였다.
그러나 반 시즌만이 2016년 6월 28일 일본 J2리그인 파지아노 오카야마로 이적하였다.
하지만 팀은 끝내 J1리그 승격을 실패하였고, 시즌이 끝난 후 계약 기간 만료로 팀을 떠났다.
2017년 대전 시티즌으로 이적하며 국내무대로 복귀하였다.
구단 창단 20주년을 맞이해 등번호 20번을 부여받았으며, 팀의 주장으로 선임되었다.
안산 그리너스 FC와의 리그 첫경기에 선발 출전해서 노련함을 바탕으로 윤신영과 함께 나름 중앙 수비라인에서 준수한 활약을 보였지만, 발이 느린 김진규와 윤신영 조합의 중앙 수비진들에게 있어 이영익 감독이 보다 더 공격적으로 나아고자 시도한 수비라인을 올렸던 것은 역부족이였고, 후반 막판 치명적인 실수를 범하며 실점의 빌미를 제공하며 대전은 안산에게 2:1로 패했다. 이후 시즌 전반기동안 대전시티즌의 주전 센터백으로 많은 경기를 소화하고 있지만, 노쇠한 기운이 역력해 상대 공격수를 놓치는 장면이 자주 빚음과 동시에 앞서 말한 대로 발이 느리다는 단점을 그대로 보이며 아쉬움을 남겼다. 또한 6월 26일 서울 이랜드전 이후 극심한 부상으로 인해 좀처럼 경기에 나서지 못하였으며, 안산 그리너스 FC와의 리그 마지막 경기서 교체출전으로 4개월만에 다시 출장하였다.

## 국가대표팀 경력
대한민국 축구 국가대표팀의 차세대 수비수 유망주로 주목받으며 대표팀의 붙박이 중앙 수비수로 활약하였고, 2004년 AFC U-20 축구 선수권 대회와 2008년 하계 올림픽의 주장에 선임되기도 하였다. 2004년 7월 14일 트리니다드 토바고와의 친선경기에서 A매치에 데뷔하였고, 2005년 EAFF 동아시안컵에 출전해 중국과의 경기에서 프리킥골을 성공시켰으며, 2006년 FIFA 월드컵 등에 참가하였다.
하지만 2008년 국가대표팀에 허정무 감독이 취임한 이후 대표팀 명단에 선발되지 못하다가 2012년 8월 10일 발표된 잠비아와의 A매치 소집 명단에 포함되며 4년 만에 대표팀에 복귀하였다.

## 플레이 스타일
투쟁적이고 터프하며, 강력한 다리 힘에서 나오는 강한 파워킥과 정확한 롱패스를 갖추어 세트피스 상황에서 다양한 공격 옵션을 제공한다.
끈질긴 수비력 또한 김진규의 강점 중 하나이다. 하지만, 종종 터져나오는 잔실수와 느린발 등이 단점으로 지적된다.

## 지도자 경력
2017시즌을 끝으로 은퇴를 선언하고 광주 FC의 코치로 부임한다고 기사가 보도되었으나, 처음 듣는 이야기라고 말하며 코치 부임설을 일축하였으며, 광주 FC 코치 대신 FC 서울의 유스인 오산고등학교 축구부의 코치로 부임하였다.
그 후, FC 서울의 코치로 부임하였다.

## 경력 목록

### 클럽 경력
- 2003년 ~ 2004년  전남 드래곤즈
- 2005년 ~ 2006년  주빌로 이와타
- 2007년  전남 드래곤즈
- 2007년 7월 ~ 2010년  FC 서울
- 2011년  다롄 스더 FC
- 2011년  반포레 고후
- 2012년 ~ 2015년  FC 서울
- 2016년  파타야 유나이티드
- 2016년  파지아노 오카야마
- 2017년  대전 시티즌

### 국가대표팀 경력
- 2003년 FIFA 세계 청소년 축구 선수권 대회 대표
- 2005년 FIFA 세계 청소년 축구 선수권 대회 대표
- 2008년 하계 올림픽 축구 남자 대표
- 2004년 AFC 아시안컵 대표
- 2005년 동아시아 축구 선수권 대회 대표
- 2006년 FIFA 월드컵 대표
- 2007년 AFC 아시안컵 대표

## 등번호

### K리그
- 36 (2003년 ~ 2004년,  전남 드래곤즈)
- 6 (2007년,  전남 드래곤즈)
- 66 (2007년,  FC 서울)
- 20 (2008년,  FC 서울)
- 6 (2009년 ~ 2010년,  FC 서울)
- 6 (2012년 ~ 2015년,  FC 서울)
- 20 (2017년,  대전 시티즌)

### J리그
- 36 (2005년,  주빌로 이와타)
- 20 (2006년,  주빌로 이와타)
- 19 (2011년,  반포레 고후)
- 33 (2016년,  파지아노 오카야마)

### 중국 슈퍼리그
- 20 (2011년,  다롄 스더)

### 타이 프리미어리그
- 6 (2016년,  파타야 유나이티드)

## 수상 내역

### 클럽
- 전남 드래곤즈
  - FA컵 준우승 1회 (2003년)

- FC 서울
  - K리그 우승 2회 (2010년, 2012년)
  - K리그 준우승 1회 (2008년)
  - FA컵 우승 1회 (2015년
  - FA컵 준우승 1회 (2014년)
  - AFC 챔피언스리그 준우승 1회 (2013년)

### 국가대표팀
- - 2007년 AFC 아시안컵 3위

## 기타
2007년 K리그 올스타전에서 집계 중반까지 K리그 올스타 팬투표 1위를 지켰지만, 최종 집계 결과 김영광에 밀려 2위를 기록하였다.
가수 홍진영과 약 1년 간 연인 관계를 유지하였으나 2007년 5월 결별하였다.
2016년 12월 4일 미스코리아 출신 김효희와 3년 연애 끝에 결혼하였다.
2018년 5월 20일 FC 서울의 K리그1 홈경기에서 은퇴식을 치렀다.
2022년 1월 10일에 백지훈, 오범석, 김형일과 함께 노는브로에 출연하였다.

## 참고 자료
- 김진규 인터뷰 : 그래도 버릴 수 없는 ‘내 팀’ FC 서울[깨진 링크(과거 내용 찾기)]
- 김진규 인터뷰 : "마음은 여전히 FC서울에!"[깨진 링크(과거 내용 찾기)]
- 의젓해진 김진규 “자유 지키되, 품위 잃지 말자”
- ‘초보 코치’ 김진규가 현역 은퇴를 기다린 이유[깨진 링크(과거 내용 찾기)]